# Matilda Lutz
Matilda Anna Ingrid Lutz (Milánó, 1992. január 28. –) olasz színésznő és modell.
2017-ben a Körök és A bosszú című filmekben játszott főszerepet. Emellett feltűnt a Crossing Lines – Határtalanul és A Mediciek hatalma című sorozatban is.
2025-ben ő alakította a címszereplőt a Vörös Szonja című akció-kalandfilmben.

## Fiatalkora
1992. január 28-án született Milánóban Elliston Lutz amerikai fotós és Maria Licci olasz modell lányaként. A divatiparban kezdte karrierjét, ahol számos divatház választotta reklámarcának. Eközben a milánói Leonardo da Vinci természettudományi gimnáziumba járt, majd az érettségi után New Yorkba költözött, ahol első színész tanfolyamát végezte el. Ezt követően a Centro Sperimentale di Cinematografián színészmesterséget tanult.

## Magánélete
Antonio Folletto olasz színész felesége volt; 2018. szeptember 13-án született meg a pár első gyermeke, Oliver Antonio.

## Filmográfia

### Film
| Év   | Magyar cím              | Eredeti cím                           | Szerep         | Magyar hang     |
| ---- | ----------------------- | ------------------------------------- | -------------- | --------------- |
| 2011 |                         | The Lost Scent in D Minor (rövidfilm) | Jessica        |                 |
| 2012 |                         | Azzurrina                             | Jenny          |                 |
| 2013 | Az ötödik kerék         | The Fifth Wheel                       | Francesca      |                 |
| 2014 |                         | Somewhere Beautiful                   | Nanny          |                 |
| 2015 |                         | My Name Is Maya                       | Niki / Maya    |                 |
| 2016 |                         | L'Universale                          | Alice          |                 |
| 2016 | Forró nyár              | Summertime                            | Maria          |                 |
| 2017 | Körök                   | Rings                                 | Julia          | Ágoston Katalin |
| 2017 | A bosszú                | Revenge                               | Jennifer       | Csifó Dorina    |
| 2018 |                         | Megan (rövdifilm)                     | Megan Paulson  |                 |
| 2019 |                         | The Divorce Party                     | Katie          |                 |
| 2021 | Közönséges horrorsztori | A Classic Horror Story                | Elisa          |                 |
| 2021 |                         | Zone 414                              | Jane           |                 |
| 2023 | Hidegvér                | Reptile                               | Summer Elswick | Széles Flóra    |
| 2023 |                         | Helen's Dead                          | Helen          |                 |
| 2024 |                         | Magpie                                | Alicia         |                 |
| 2025 | Vörös Szonja            | Red Sonja                             | Vörös Szonja   |                 |

### Televízió
| Év      | Magyar cím                    | Eredeti cím                  | Szerep              | Megjegyzés |
| ------- | ----------------------------- | ---------------------------- | ------------------- | ---------- |
| 2013    | Crossing Lines – Határtalanul | Crossing Lines               | Angela Conti        | 1 epizód   |
| 2014–15 | Osztályon felüli              | Fuoriclasse                  | Barbara Pinaider    | 16 epizód  |
| 2018    | A Mediciek hatalma            | Medici: Masters of Florence  | Simonetta Vespucci  | 8 epizód   |
| 2024    | Brigantik                     | Brigands: The Quest for Gold | Michelina Di Cesare | 6 epizód   |